# 哈尼亚考古博物馆

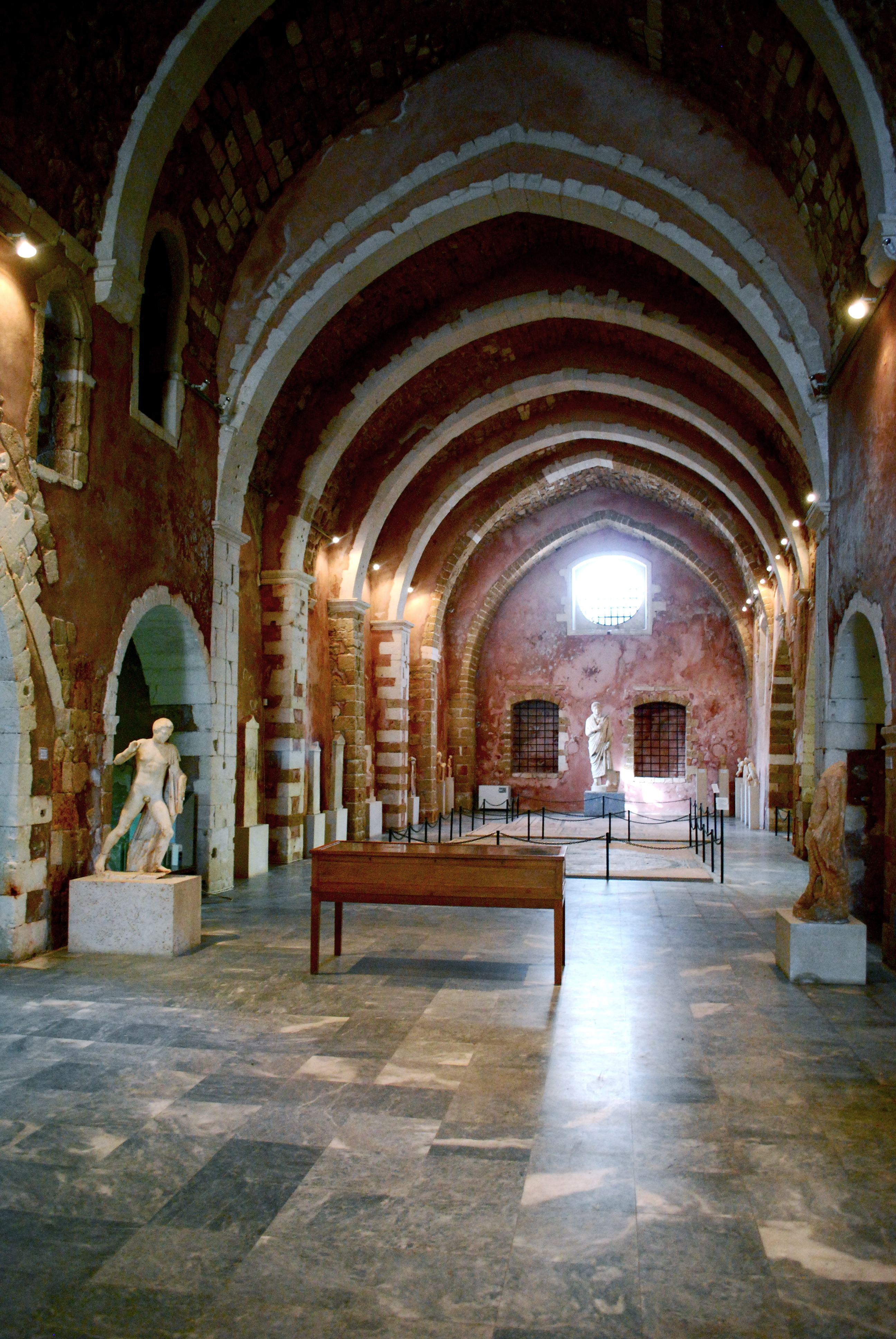
博物馆内部

哈尼亚考古博物馆 (希臘語：Αρχαιολογικό Μουσείο Χανίων；英语：Archaeological Museum of Chania)是希腊克里特岛哈尼亚的一个博物馆，1962年成立。

## 历史
哈尼亚考古博物馆设于原威尼斯人的圣方济各修道院，曾为该市最大的修道院，为方济各会修士住所，也是该市重要地标。 
在奥斯曼帝国占领时期，修道院被改为清真寺，以征服干尼亚的Yussuf 帕夏命名。在20世纪该建筑曾改为电影院和仓库，1962年改为博物馆。

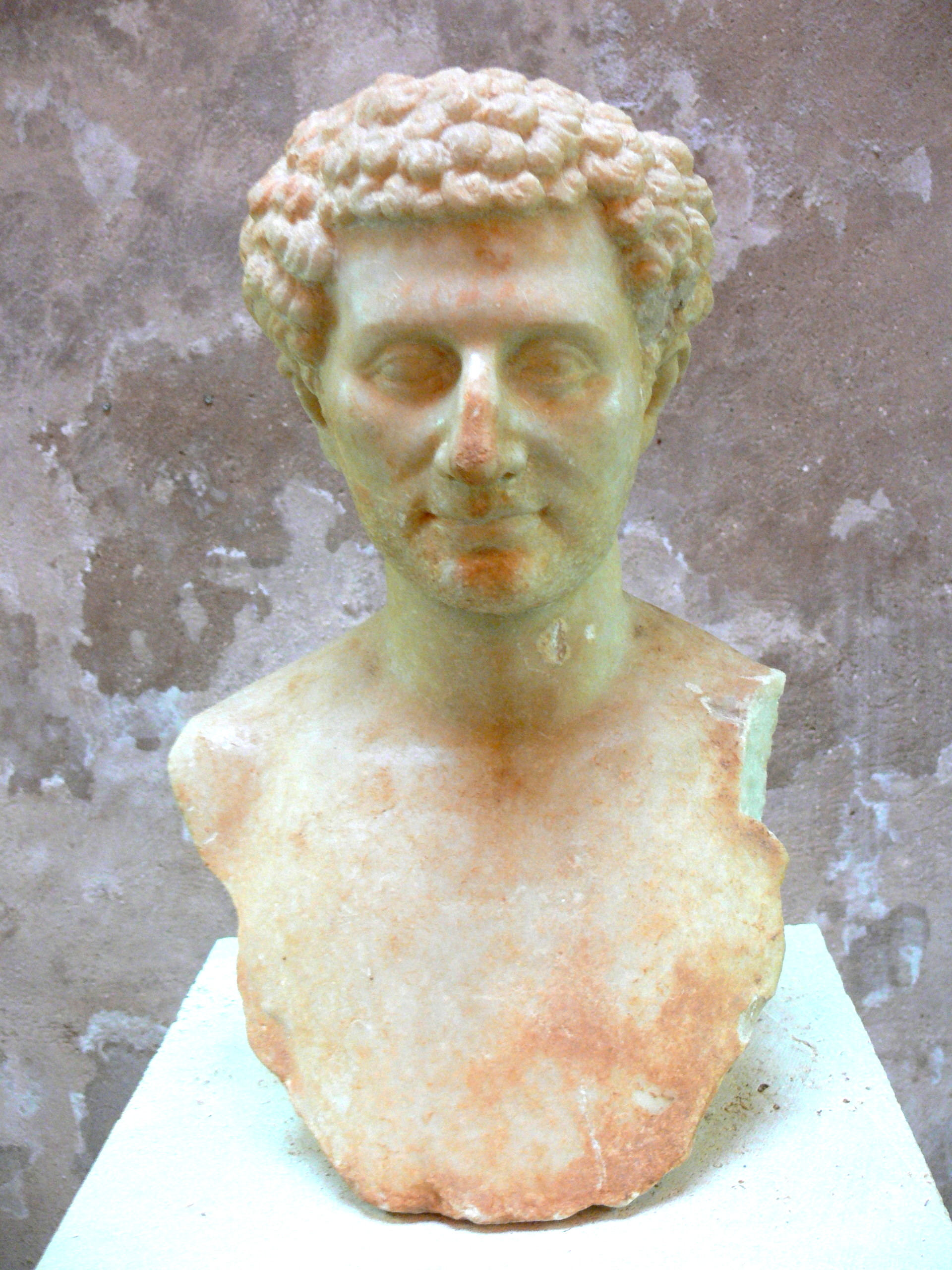
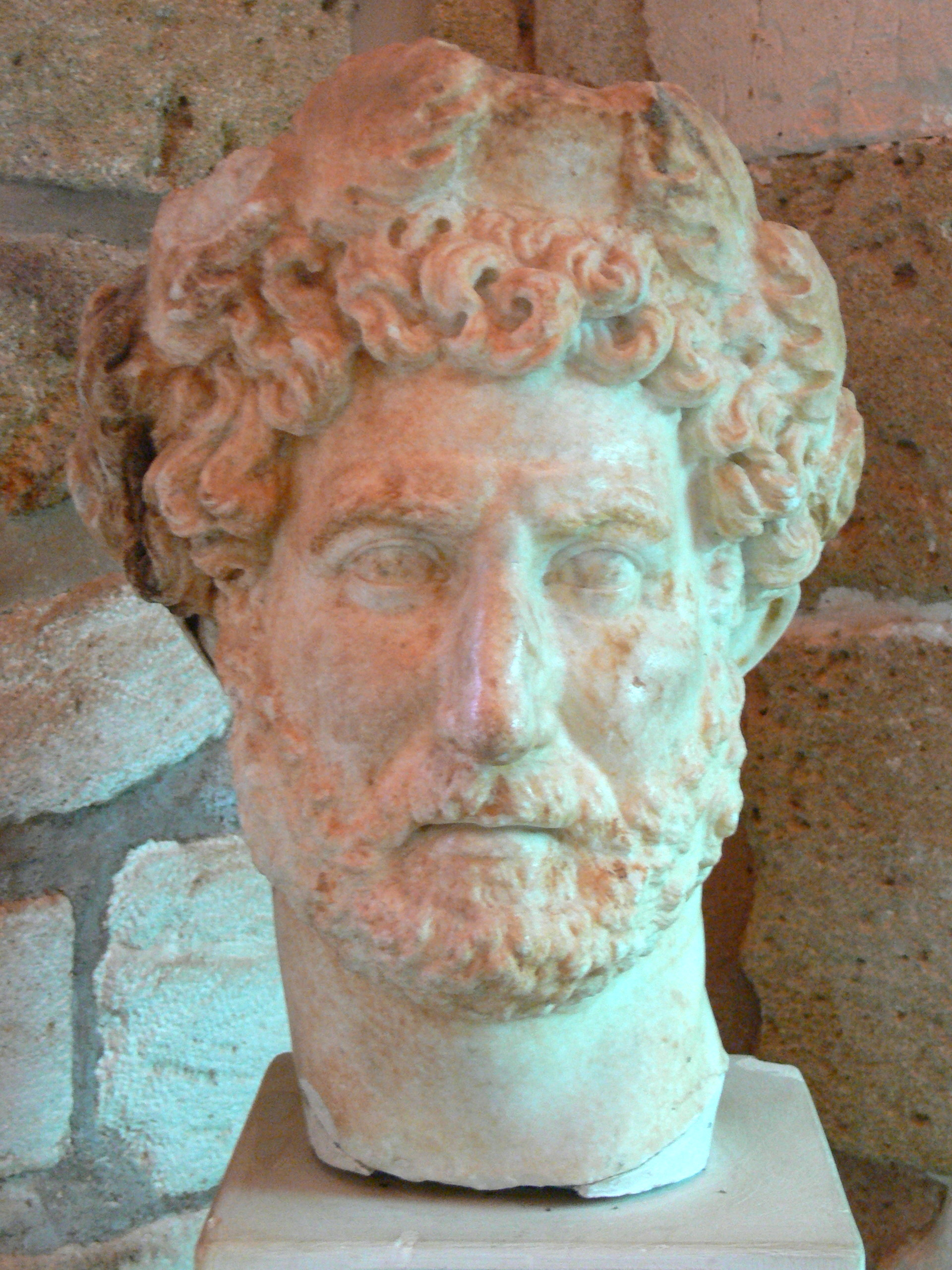
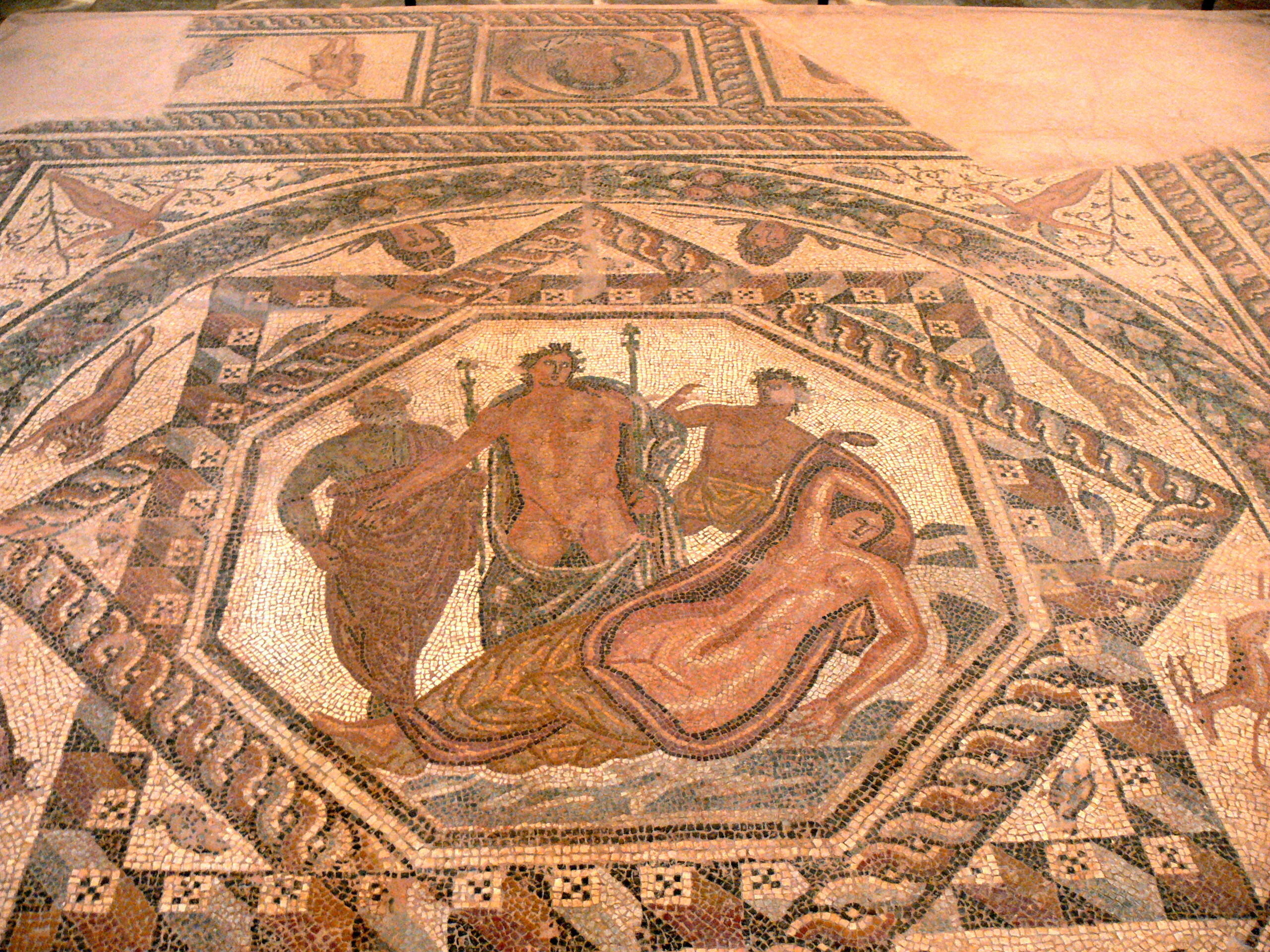
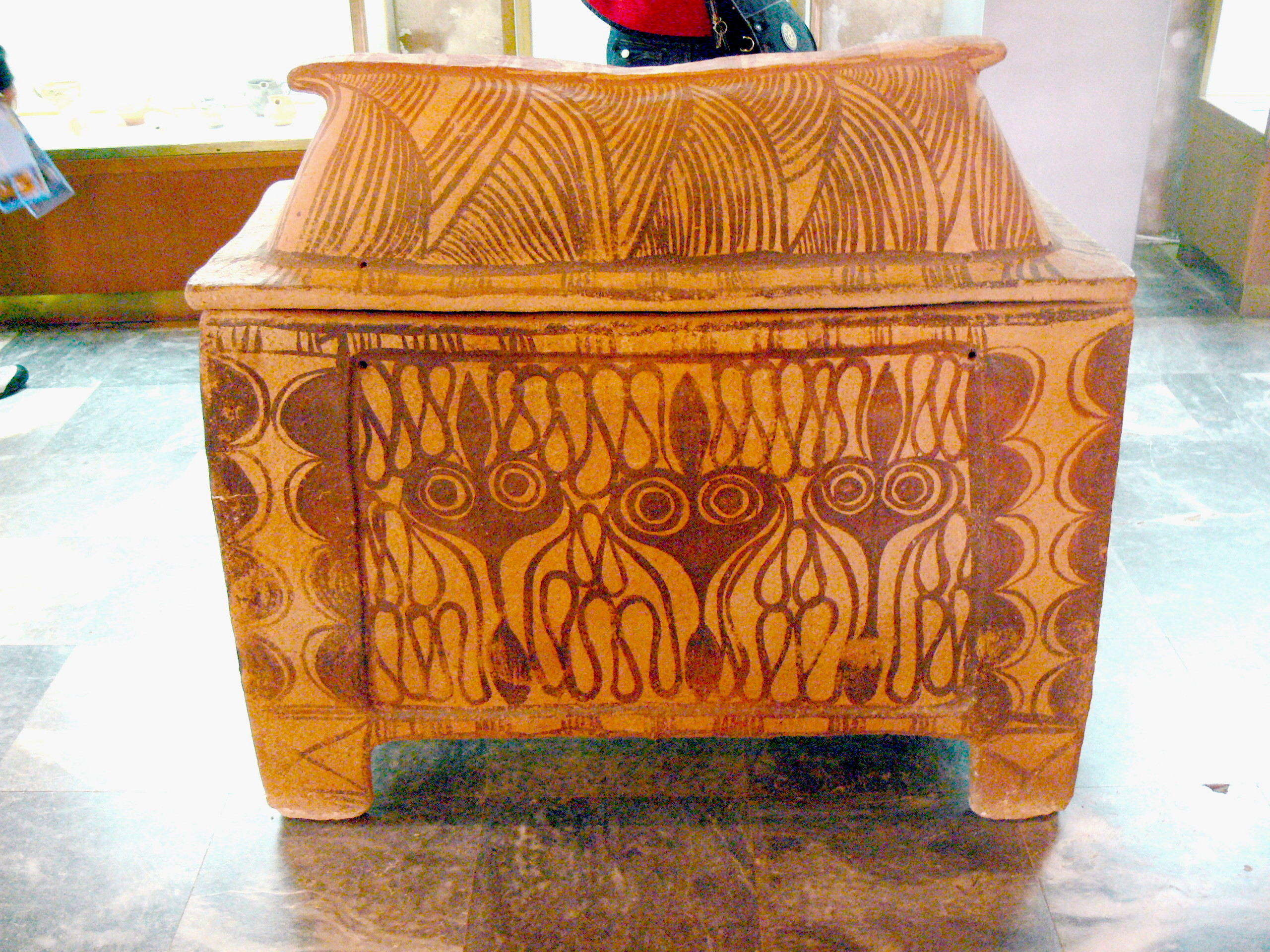
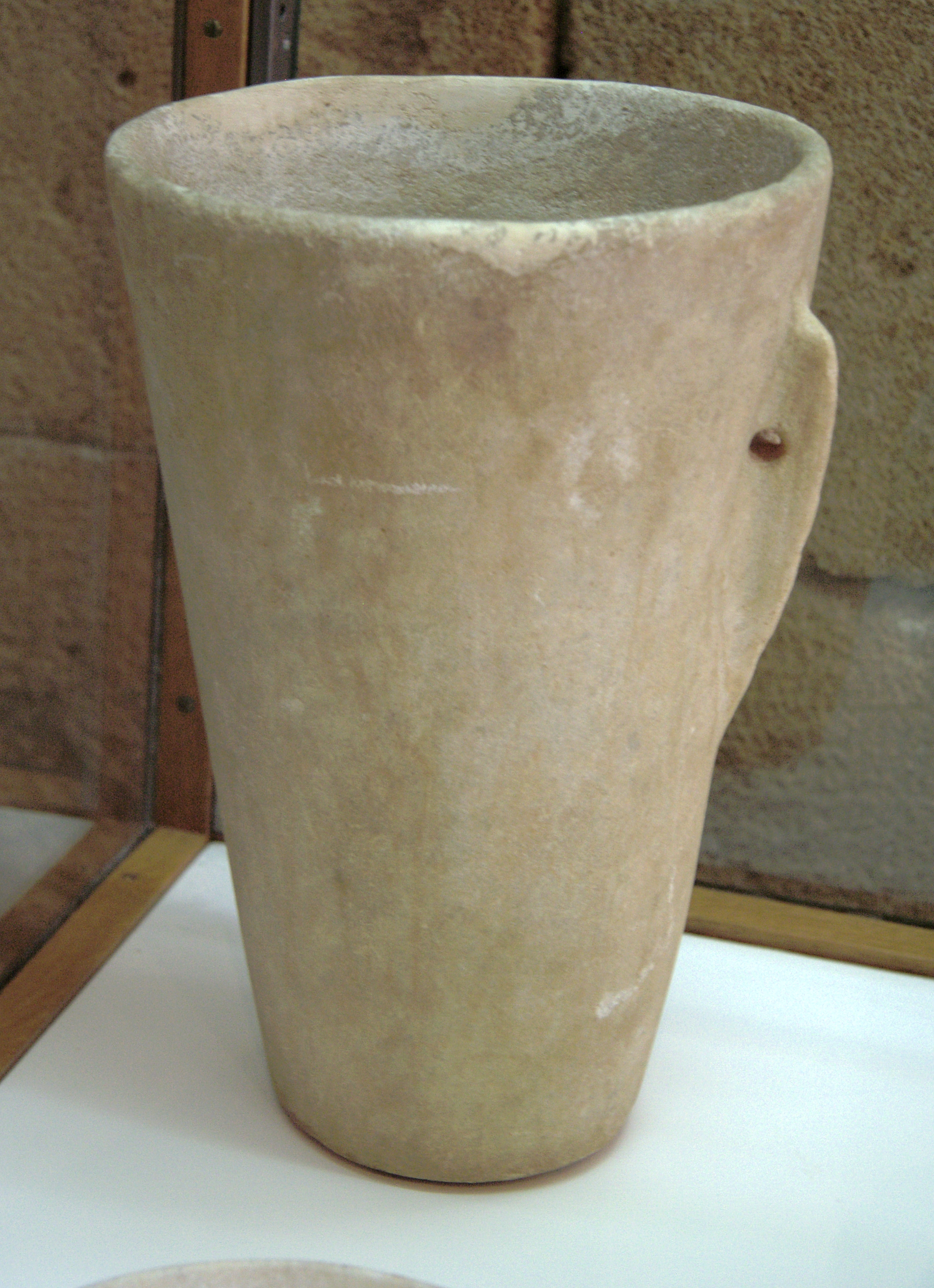
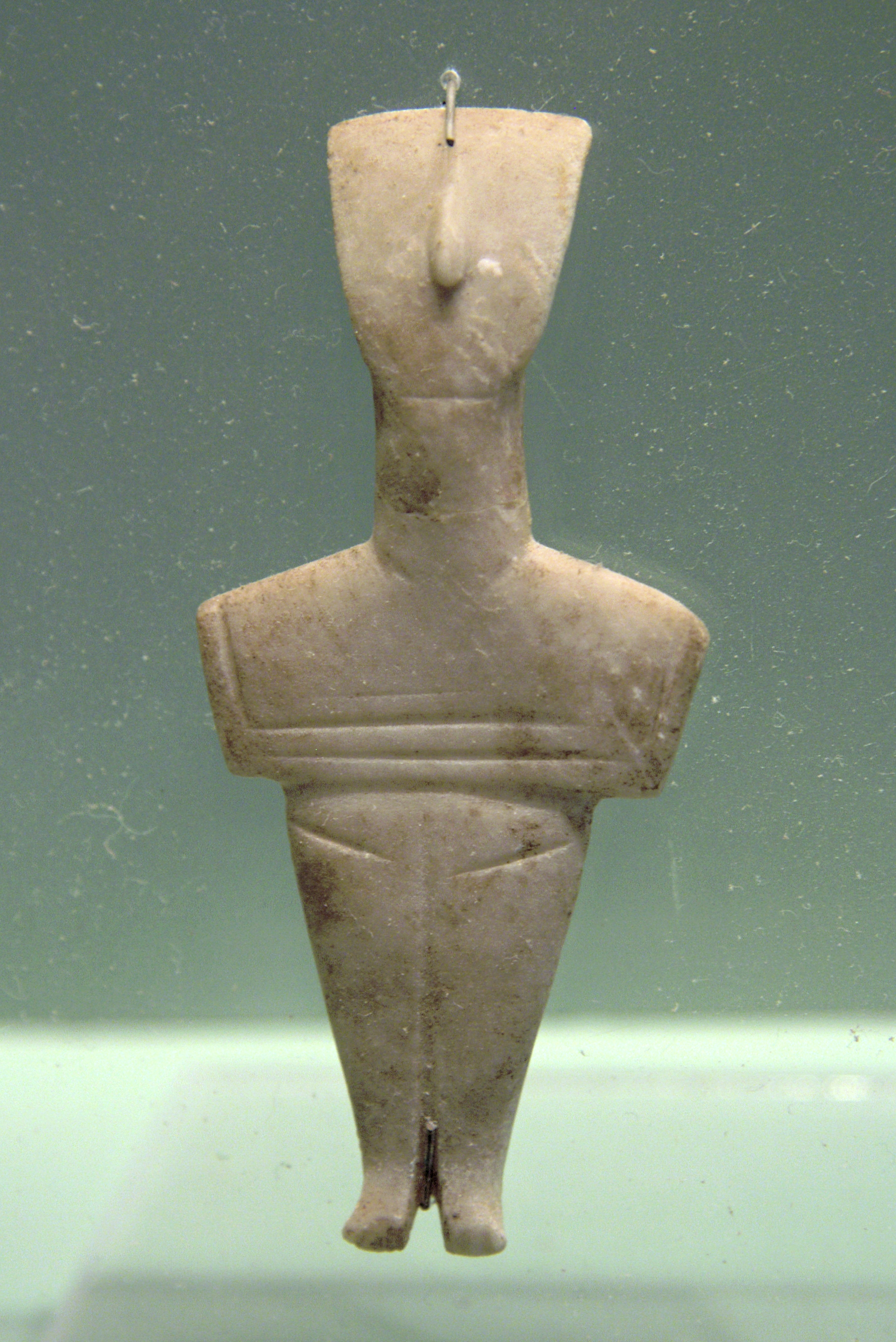
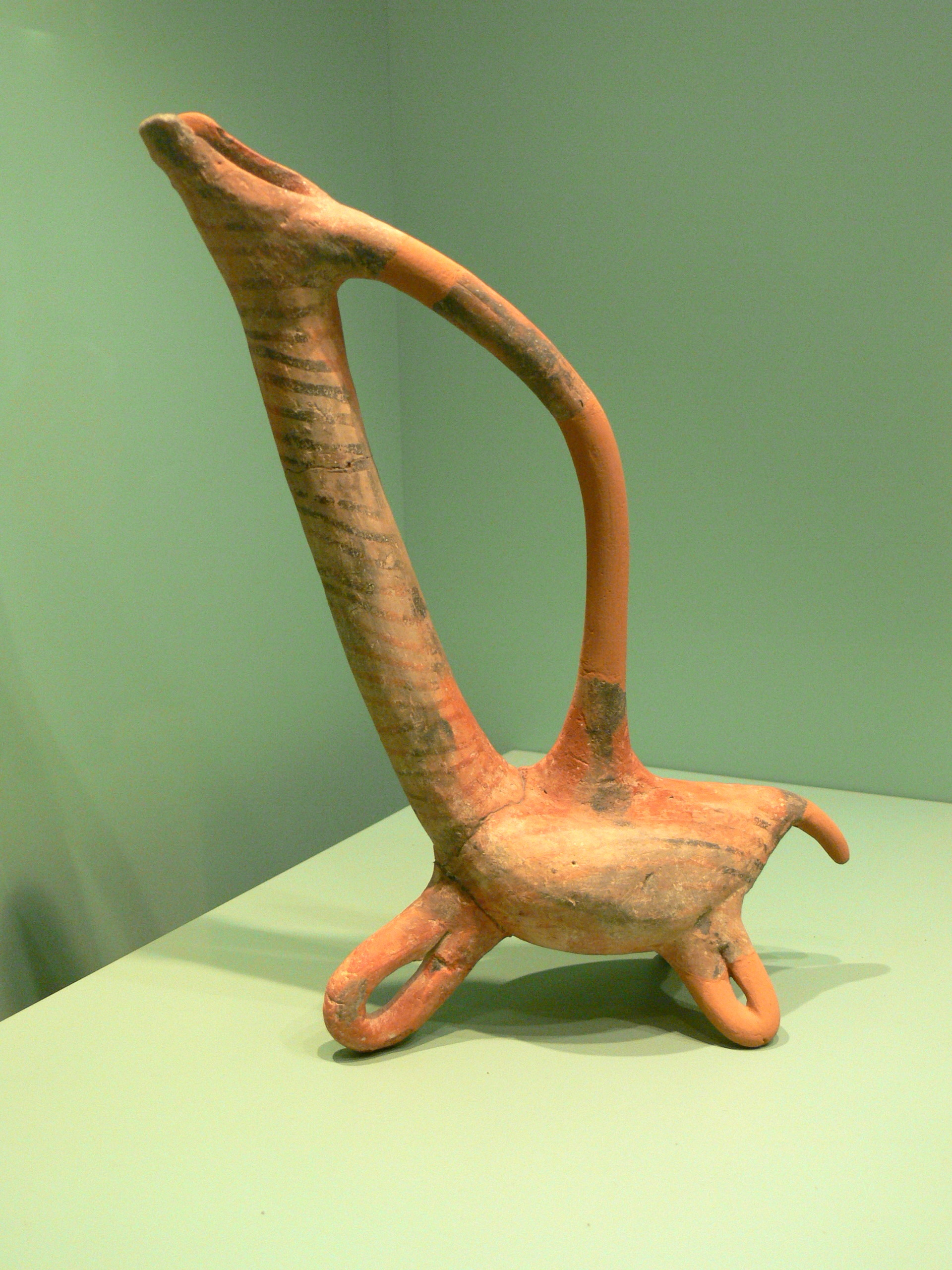
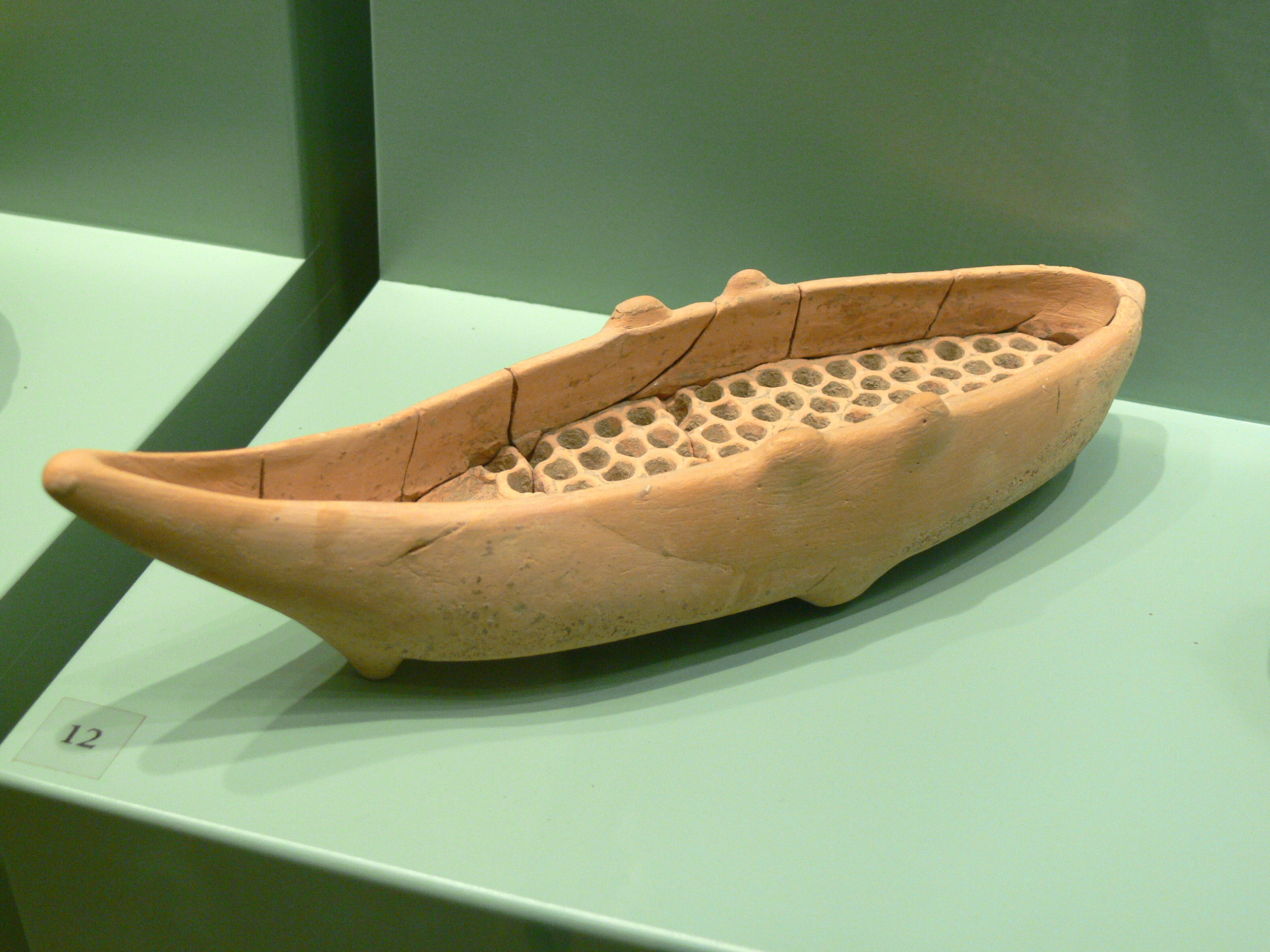
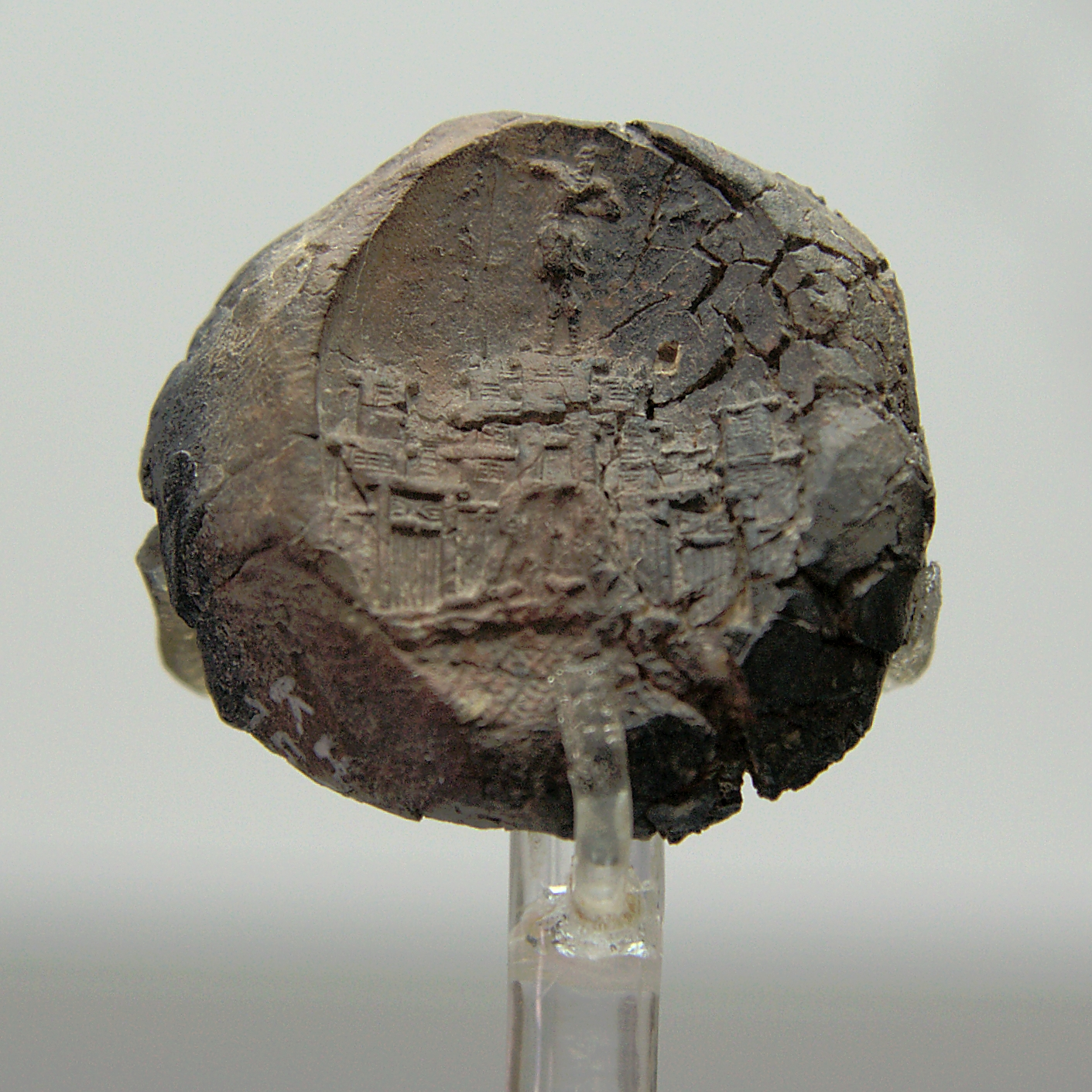
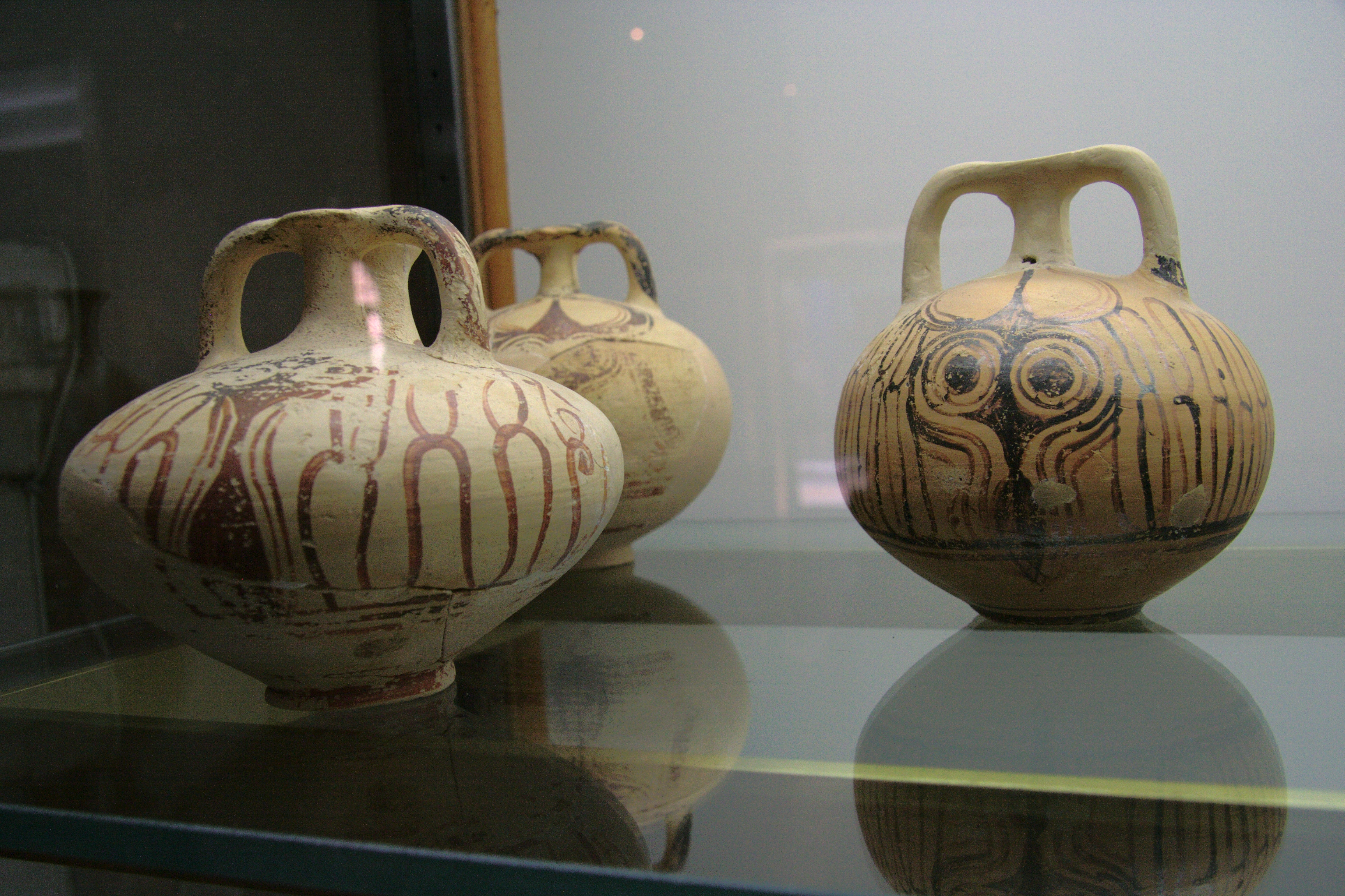
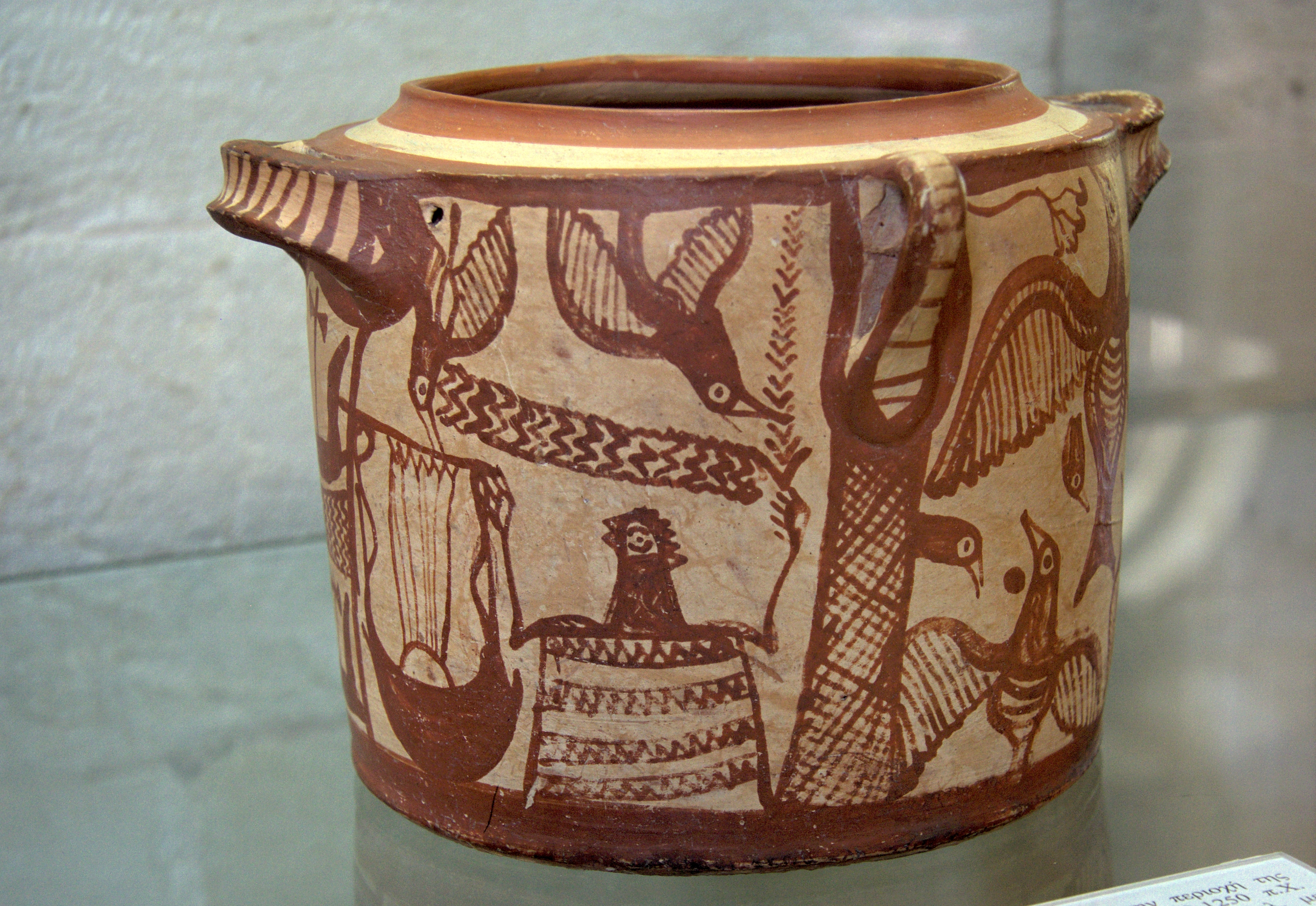
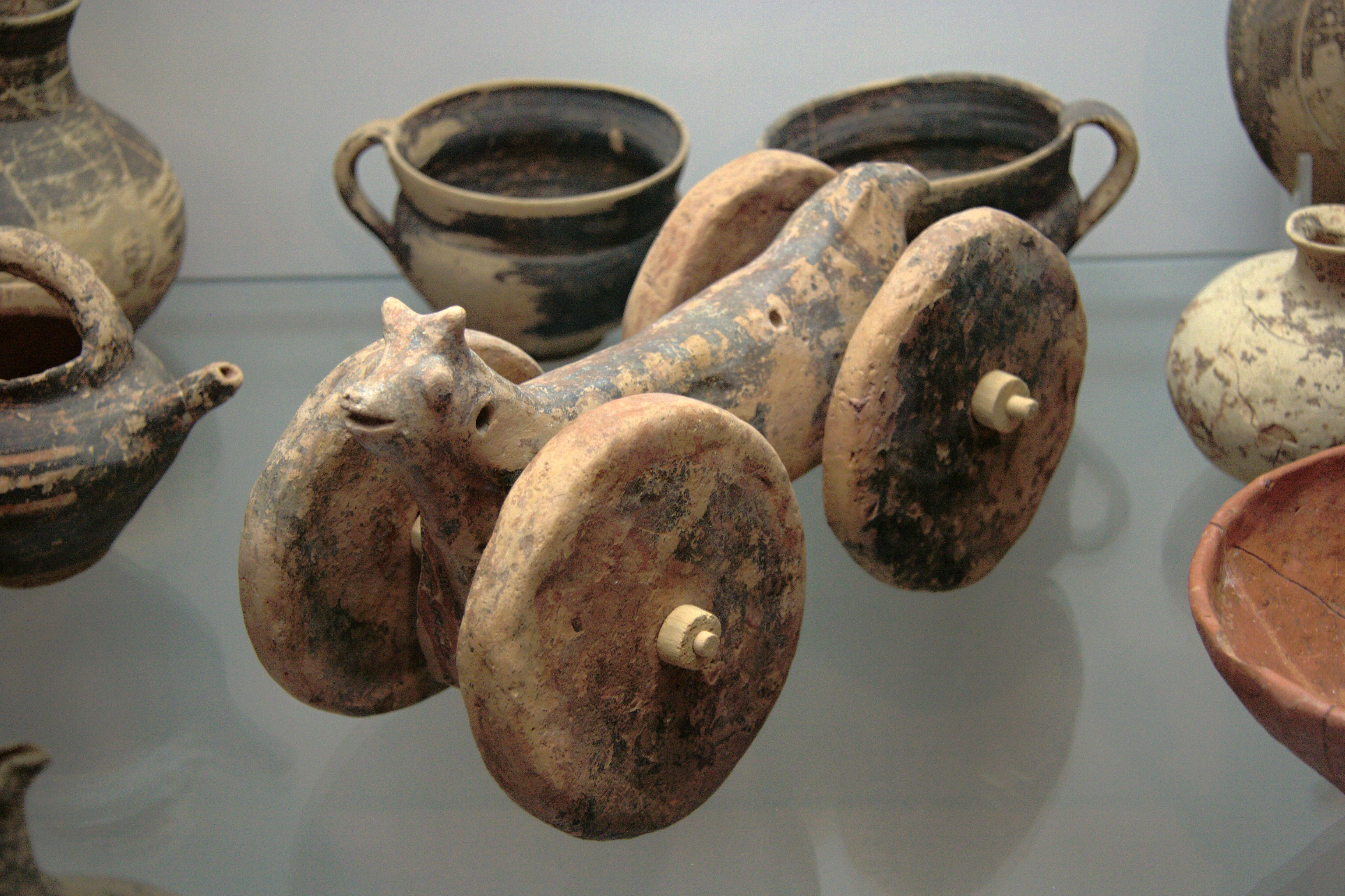
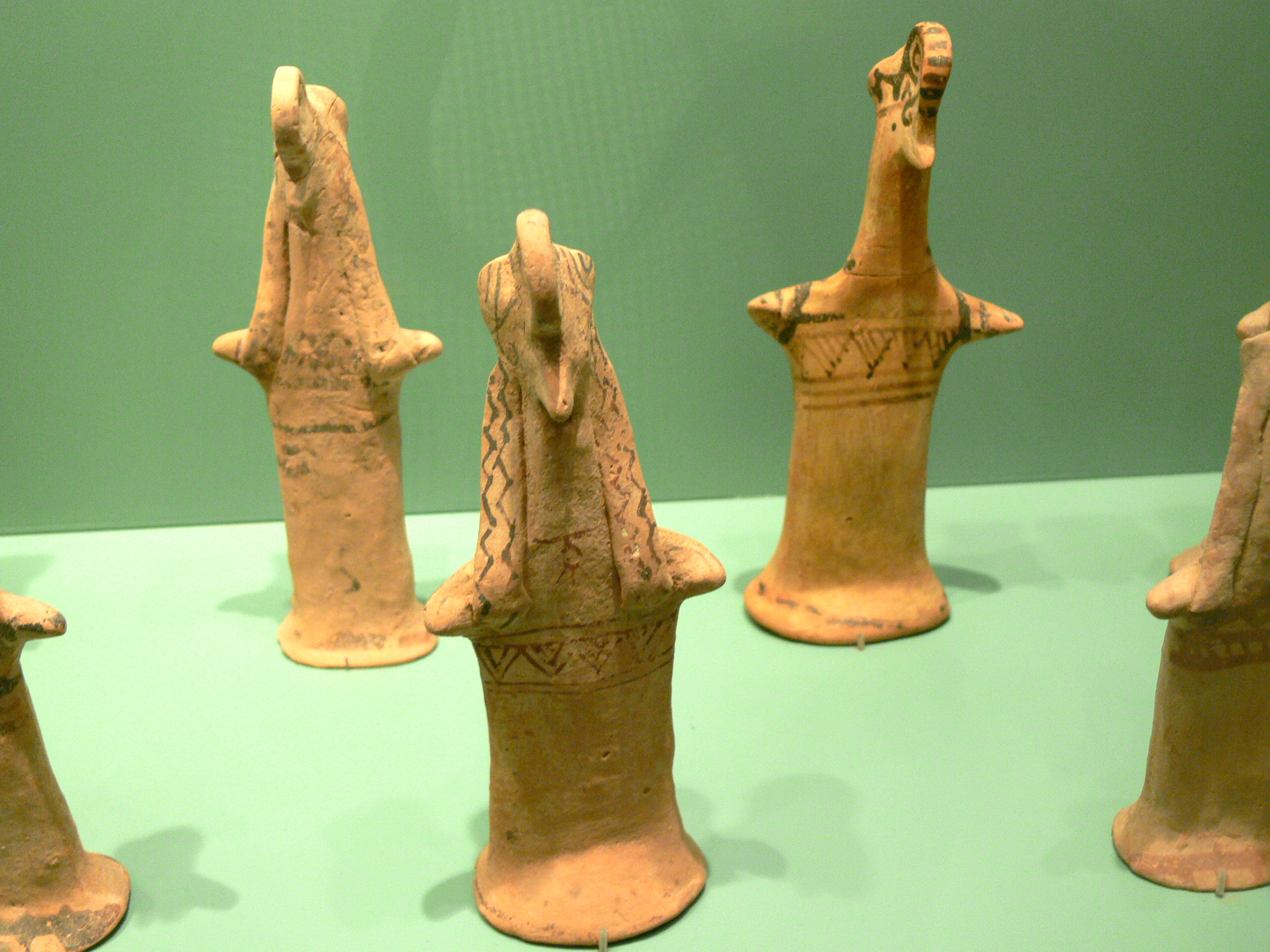
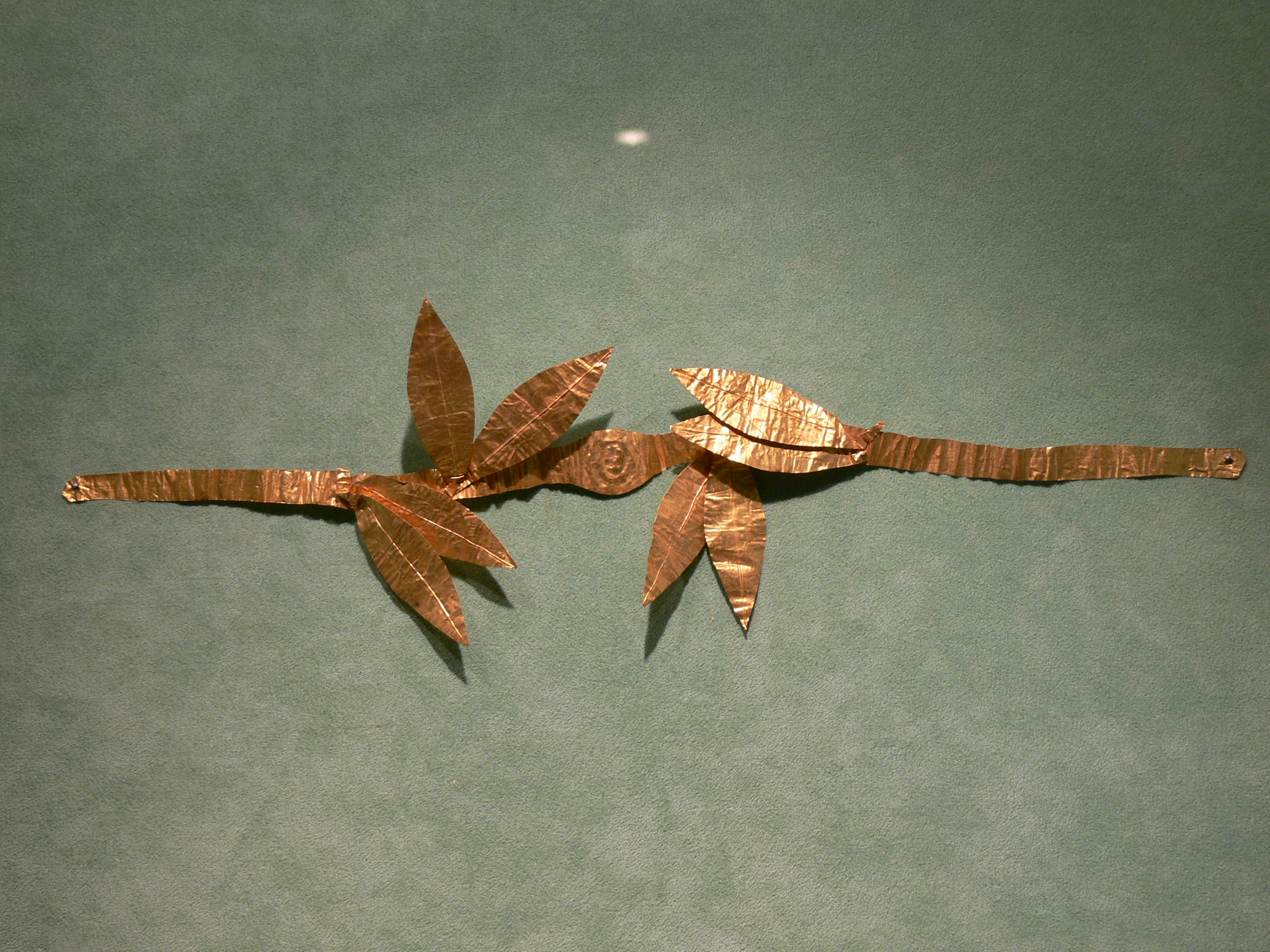
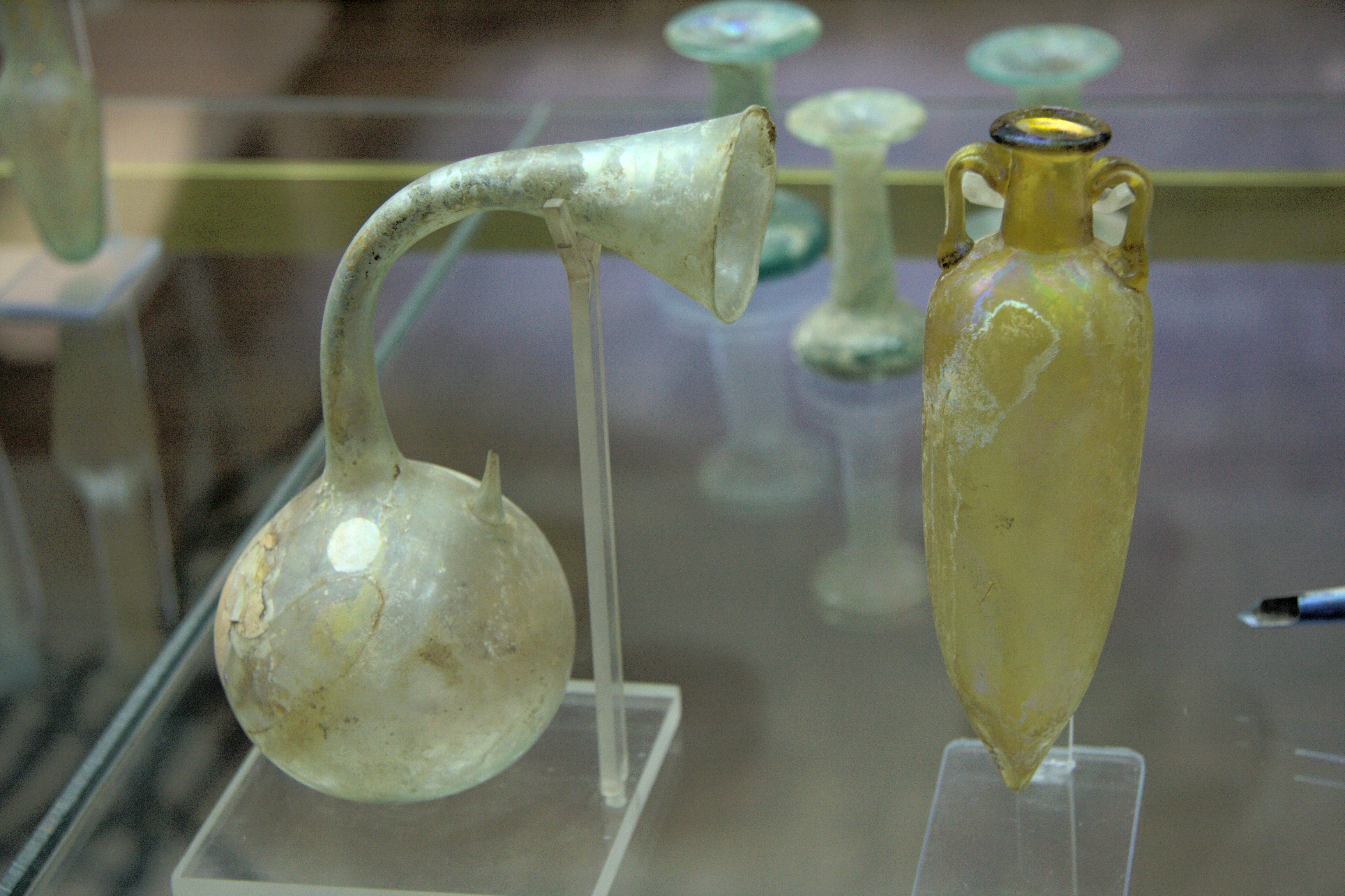
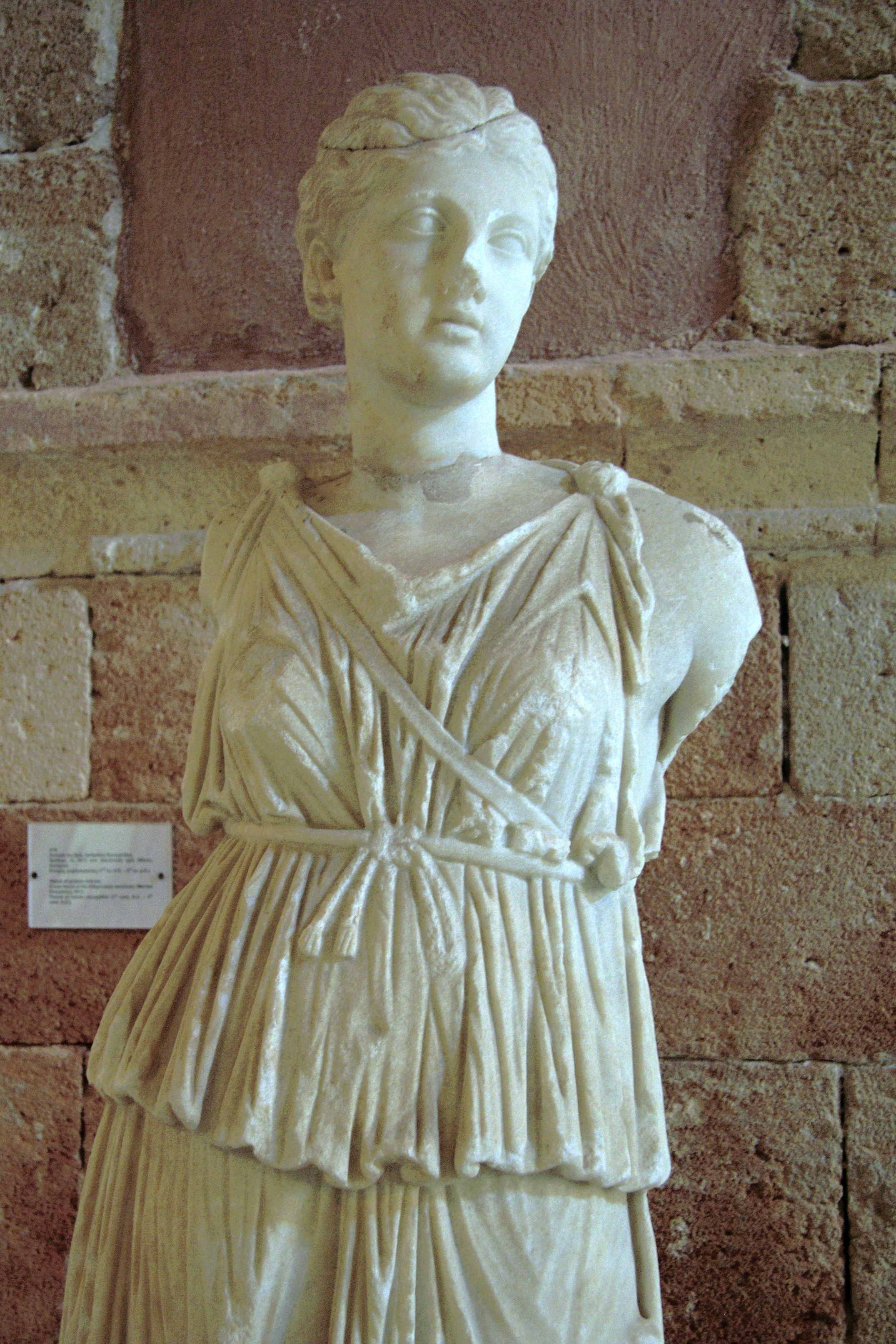
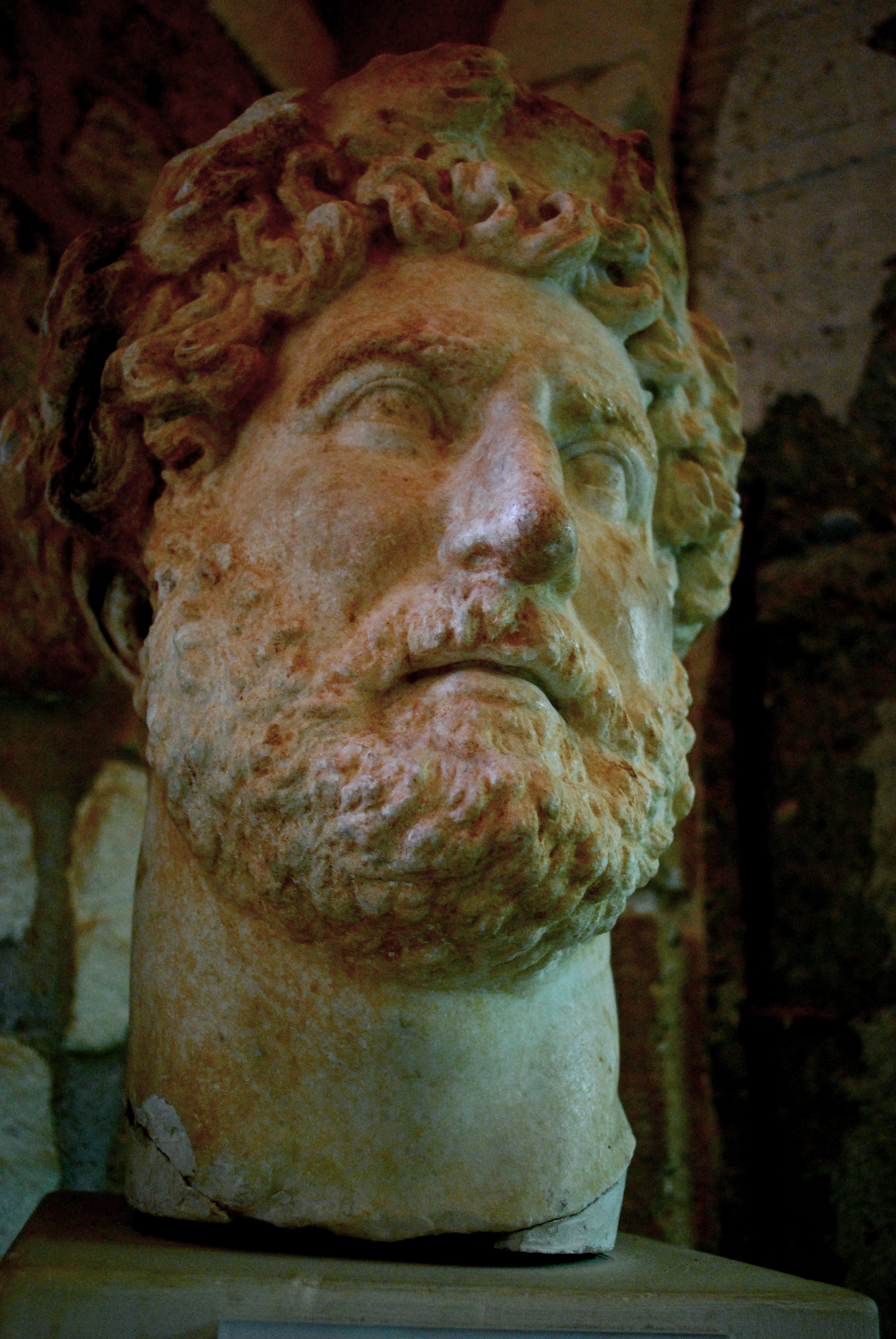
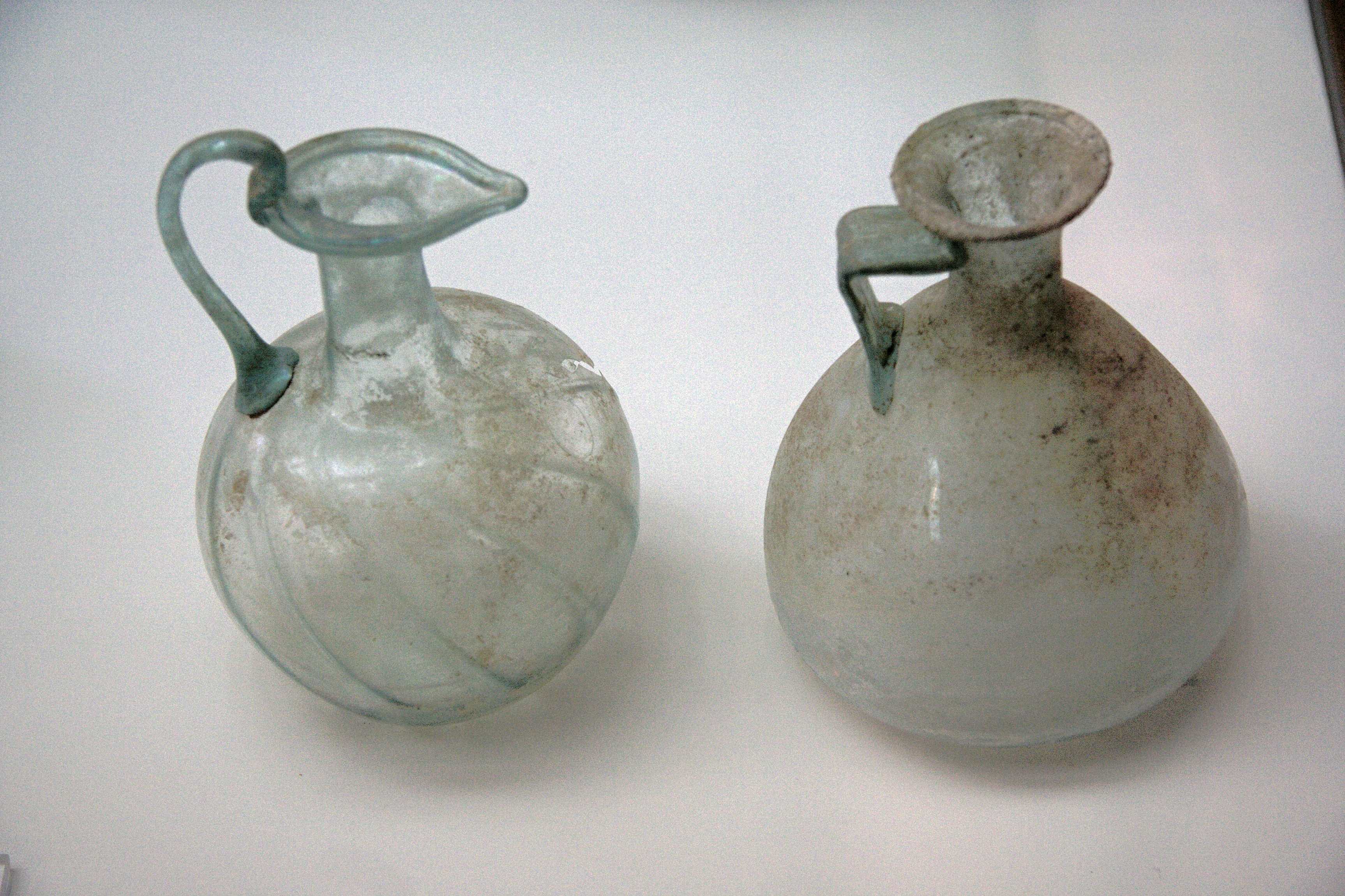
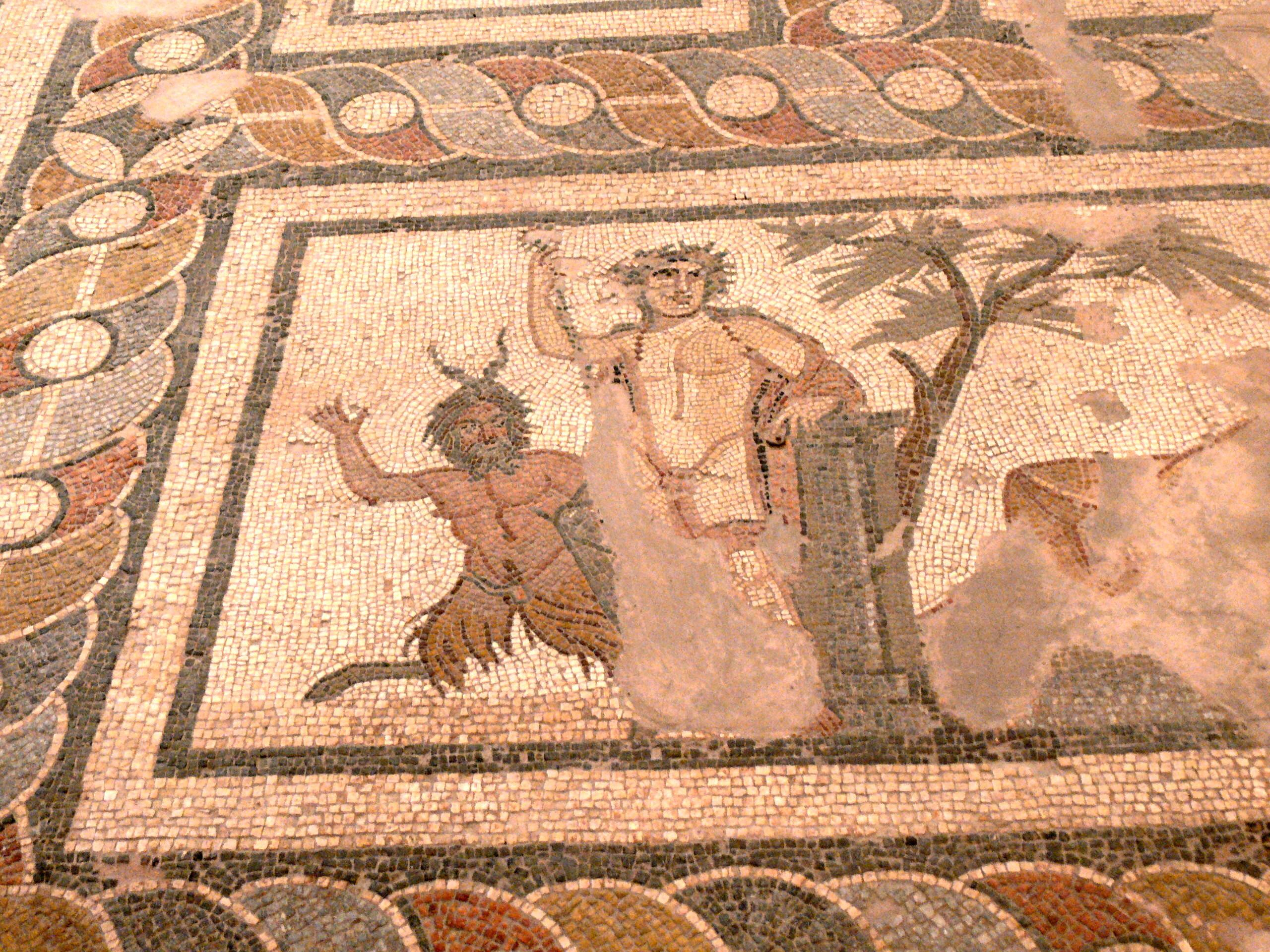